# ファングルフ/月と心臓
『ファングルフ/月と心臓』（原題：An American Werewolf in Paris）は 1997年のアメリカ・イギリス・オランダ・フランスの合作のホラー・コメディー映画。別邦題『ファングルフ-狼男アメリカン in パリ』。

## 概要
この作品はジョン・ランディス監督のヒット作『狼男アメリカン』の続編にあたるが、前作とはスタッフ・キャストを大きく変更しているため、関連性は薄い。前作がカルト的人気を持つヒット作で評判も高かった分、「ヒロイン役がミス・キャスト」「前作を汚された」などの批判も多い。監督はアンソニー・ウォラー、主人公の青年にトム・エヴェレット・スコット、ヒロインはジュリー・デルピー。

## ストーリー
パリに旅行にやって来たアンディ、クリス、ブラッドの3人は記念にエッフェル塔からのバンジージャンプを思いつく。塔の天辺に登った3人は、自殺を図ろうとしていた一人の女性を救う。

## スタッフ
- 製作総指揮：アンソニー・ウォラー
- 監督：アンソニー・ウォラー
- 製作：リヒャルト・クラウス
- 脚本：ティム・バーンス（英語版）]、トム・スターン、アンソニー・ウォラー
- 撮影：エゴン・ウェルディン
- キャラクター原案：ジョン・ランディス
- 音楽：ウィルバート・ヒルシュ
- コンピューターアニメーション：マーク・ウエンデル

## キャスト
| 役名                     | 俳優                       | 日本語吹替 | 日本語吹替   |
| 役名                     | 俳優                       | VHS・DVD版 | テレビ東京版 |
| ------------------------ | -------------------------- | ---------- | ------------ |
| セラフィーヌ・ビゴ       | ジュリー・デルピー         | 岡本麻弥   | 深見梨加     |
| アンディ・マクダーモット | トム・エベレット・スコット | 藤原啓治   | 堀内賢雄     |
| ブラッド                 | ヴィンス・ヴィーラフ       | 檀臣幸     | 高木渉       |
| クリス                   | フィル・バックマン         | 森川智之   | 島田敏       |
| エイミー                 | ジュリー・ボーウェン       | 沢海陽子   | 本田貴子     |
| レデュック刑事           | トム・ノヴァンブル         | 水野龍司   |              |
| クロード                 | ピエール・コッソ           | 中田譲治   |              |
| ピゴット医師             | ティエリー・レルミット     | 小室正幸   |              |

- テレビ東京版：初回放送1999年11月18日『木曜洋画劇場』